# Араньяни
Араньяни (др.-инд. Aranyani — «лес») — женское божество индуистской мифологии, персонифицированный образ обожествлённого леса. Имя её происходит от древнеидийского «aranya» — «лес», «пуща».
Богиня Араньяни является матерью лесных зверей, а также связана с культом деревьев; она богата пищей, хотя и не возделывает пашню, распространяет запах благовонной мази, издаёт многообразные звуки. К ней обращаются путники, заблудившиеся в лесу.
Упоминается в «Атхарваведе» и «Ригведе».